# Liste der Baudenkmale in Finkenthal
In der Liste der Baudenkmale in Finkenthal sind alle denkmalgeschützten Bauten der Gemeinde Finkenthal (Mecklenburg-Vorpommern) und ihrer Ortsteile aufgelistet (Stand 10. Februar 2021).

## Legende
In den Spalten befinden sich folgende Informationen:
- ID-Nr: Die Nummer wird von den Denkmalämtern der Landkreise vergeben. Wenn sie nicht bekannt ist, bleibt die Spalte leer. In dieser Spalte kann sich zusätzlich das Wort Wikidata befinden, der entsprechende Link führt zu Angaben zu diesem Denkmal bei Wikidata.
- Lage: die Adresse des Denkmales und die geographischen Koordinaten.
Link zu einem Kartenansichtstool, um Koordinaten zu setzen. In der Kartenansicht sind Denkmale ohne Koordinaten mit einem roten bzw. orangen Marker dargestellt und können in der Karte gesetzt werden. Denkmale ohne Bild sind mit einem blauen bzw. roten Marker gekennzeichnet, Denkmale mit Bild mit einem grünen bzw. orangen Marker.
- Bezeichnung: Bezeichnung, so wie sie in den offiziellen Listen der Denkmalämter steht. Ein Link hinter der Bezeichnung führt zum Wikipedia-Artikel über das Denkmal. Wenn die Bezeichnung der Denkmalämter inhaltlich fehlerhaft ist, ist in der Spalte „Beschreibung“ darauf hinzuweisen.
- Beschreibung: Beschreibung des Denkmales
- Bild: ein Bild des Denkmales und gegebenenfalls einen Link zu weiteren Fotos des Denkmals im Medienarchiv Wikimedia Commons

## Baudenkmale nach Ortsteilen

### Finkenthal
| ID   | Lage                  | Bezeichnung                              | Beschreibung                                                                          | Bild   |
| ---- | --------------------- | ---------------------------------------- | ------------------------------------------------------------------------------------- | ------ |
| 0596 | Dorfstraße 20 (Karte) | Bauernhaus mit Scheune                   |                                                                                       |        |
| 0597 | Dorfstraße 21 (Karte) | Bauernhaus                               |                                                                                       |        |
| 0599 | Dorfstraße 26 (Karte) | Wohnhaus                                 |                                                                                       |        |
| 0600 | Dorfstraße 52 (Karte) | Bauernhaus mit Scheune                   |                                                                                       |        |
| 0601 | Dorfstraße 66 (Karte) | Schule                                   |                                                                                       |        |
| 0602 | Dorfstraße 70 (Karte) | Bauernhaus (Hallenhaus)                  |                                                                                       |        |
| 0603 | Dorfstraße 76 (Karte) | Wohnhaus                                 |                                                                                       |        |
| 0605 | Dorfstraße 82 (Karte) | Bauernhaus                               |                                                                                       |        |
| 0606 | Dorfstraße 86 (Karte) | Wohnhaus                                 |                                                                                       |        |
| 0607 | Dorfstraße 69         | Forsthof mit Wohnhaus, Stall und Scheune |                                                                                       |        |
| 0608 | (Karte)               | Friedhof                                 |                                                                                       |        |
| 0609 | (Karte)               | Kirche                                   | Fachwerkbau von 1805 mit Satteldach und rck. eingezogenem Chor; Vorgängerbau von 1560 | Kirche |
| 0610 |                       | Kriegerdenkmal 1914/1918                 |                                                                                       |        |

### Fürstenhof
| ID   | Lage                   | Bezeichnung               | Beschreibung | Bild |
| ---- | ---------------------- | ------------------------- | ------------ | ---- |
| 0611 | Fürstenhof 1 (Karte)   | Landarbeiterhaus          |              |      |
| 0612 | Fürstenhof 2/3 (Karte) | Landarbeiterhaus          |              |      |
| 0613 | Fürstenhof 4/5 (Karte) | Landarbeiterhaus          |              |      |
| 0614 | Fürstenhof 6/7 (Karte) | Landarbeiterhaus          |              |      |
| 0615 | Fürstenhof 15 (Karte)  | Gutshaus mit Nebengebäude |              |      |

### Schlutow
| ID   | Lage                                                        | Bezeichnung                           | Beschreibung                                                                   | Bild |
| ---- | ----------------------------------------------------------- | ------------------------------------- | ------------------------------------------------------------------------------ | ---- |
| 0893 | Landstraße Altkalen - Gnoien, kurz nach Abzweigung Schlutow | Meilenstein                           |                                                                                |      |
| 0894 | Schlutow 11 (Karte)                                         | Gutshaus, mit Torpfeiler und Speicher | Sanierter, 1-gesch., 13-achs. Backsteinbau von 1883 mit 2-gesch. Mittelrisalit |      |
| 0895 | Schlutow 21 (Karte)                                         | Schule                                |                                                                                |      |
| 0896 | Schlutow 43 (Karte)                                         | Villa                                 |                                                                                |      |

## Ehemalige Denkmäler

### Finkenthal
| ID | Lage                  | Bezeichnung                       | Beschreibung | Bild |
| -- | --------------------- | --------------------------------- | ------------ | ---- |
|    | Finkenthal 25 (Karte) | Saalbau der ehemaligen Gaststätte |              |      |
|    | Finkenthal 81 (Karte) | Stall                             |              |      |

## Quelle
Denkmalliste des Landkreises Rostock A ‐ Z (Stand: 10. Februar 2021; PDF, 497 KB)